# 宿利南
宿利南（1971年11月—），山西忻州人，生于云南蒙自，中华人民共和国政治人物。
曾任中国共产主义青年团福建省委员会副书记，福建省青联主席。
2016年10月，任中国共产主义青年团福建省委员会书记。
2018年2月，任福建省电子信息（集团）有限责任公司董事长、党委书记。2021年8月，出任中共泉州市委副书记。
2023年9月，任福建省殘疾人聯合會第八屆執行理事會理事長